# Pals
Pals es un municipio español de la comarca del Bajo Ampurdán en la provincia de Gerona, Cataluña. Limita con los municipios de Torroella de Montgrí, Fontanillas, Palau Sator, Torrent, Regencós y Bagur.

## Vegetación
La vegetación del municipio de Pals está dominada por los bosques de pino piñonero y de pino blanco principalmente, que se extienden hasta las cercanías del Macizo de Begur, al sur del municipio.
Por otro lado, también es destacable la vegetación del entorno de les Basses d'en Coll. Alrededor de la laguna de agua dulce aparecen cañizares, mientras que en las dunas de la playa se puede encontrar una de las muestras de vegetación psamófila más importantes de Cataluña.

## Economía
Pals es un municipio eminentemente dedicado al turismo, a pesar de que por las características de su estrategia de crecimiento urbanístico, la construcción es aún uno de los puntales de su actividad económica.
A pesar de todo, buena parte del territorio se dedica aún a la agricultura, con importantes cosechas de secano y arrozales. Destaca la producció del arroz de Pals. Un arroz producido en Ampurdán y se comercializa bajo la marca “Arroz de Pals”, de calidad extra y que se presenta de forma envasada. Producto adherido a la marca de garantía “Productes de l’Empordà” (productos de Ampurdán).

## Lugares de interés
Pals cuenta con un centro histórico medieval donde destaca la torre románica construida entre los siglos XI y XIII, conocida como la Torre de las Horas.
Dentro del barrio gótico de la villa hay calles empedradas y arcos de medio punto, fachadas con ventanas ojivales y balcones de piedra. La muralla de la ciudad consta de cuatro torres cuadradas que datan del siglo IV. El mirador de Josep Pla (desde donde se pueden ver los campos del Ampurdán y las islas Medas), la plaza Mayor, las tumbas en la calle Mayor y la iglesia de San Pere son otros rincones turísticos de la ciudad. Hay también un Museo de Arqueología.

## Historia

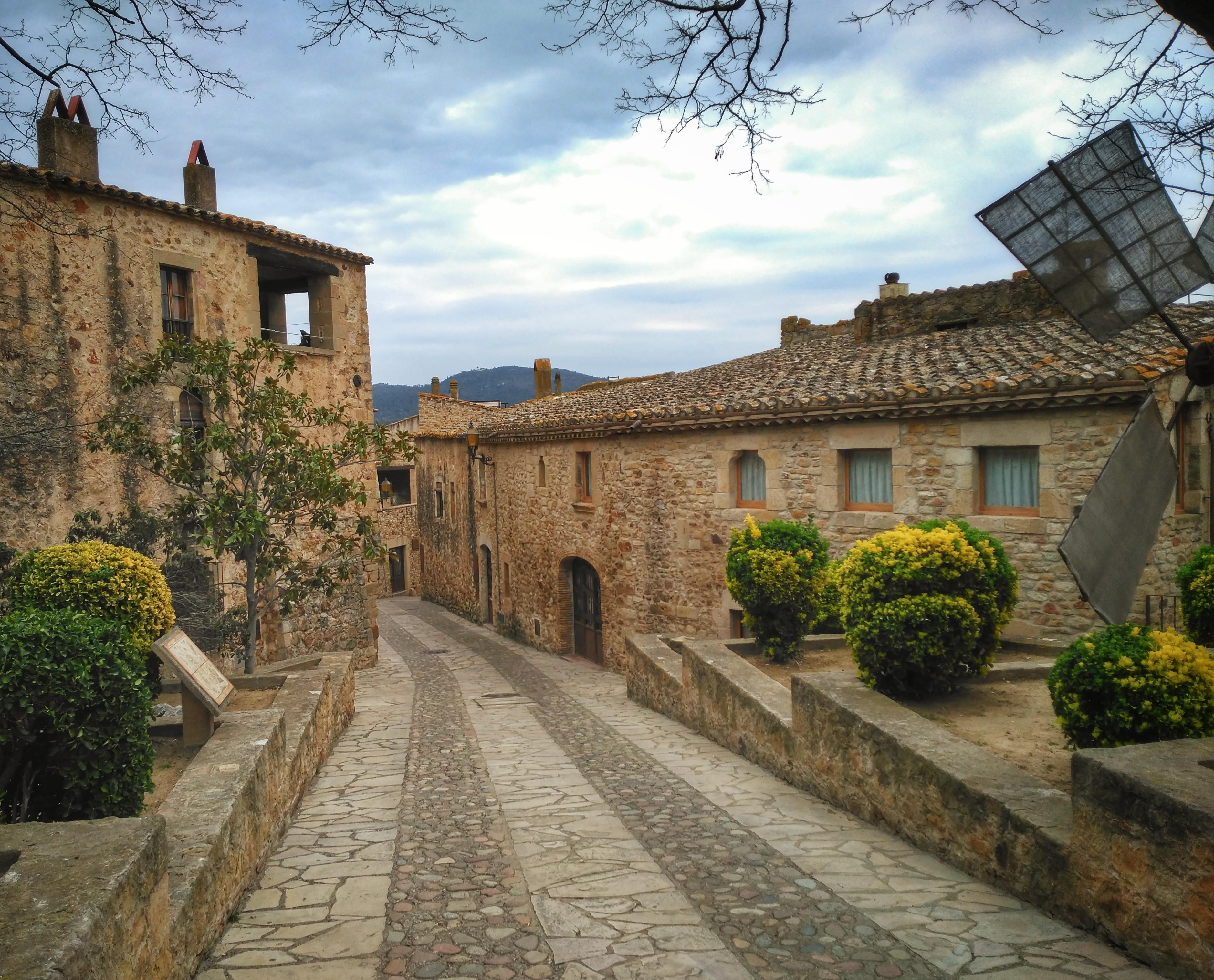
Calle empedrada en Pals

Pals, es un conjunto monumental histórico muy antiguo formado por el castillo, la villa y las murallas. A pesar de que no hay vestigios de época romana, su nombre evoca ese origen, Pals proviene del latín "Palus" que significa lugar pantanoso, y el castillo se llamaba "Castellarum Montis Áspero". Aunque podría ser debido y en honor a Palas Atenea, como Palau, Palencia...
El castillo de Pals fue documentado por primera vez en 889 con el nombre de castillo de Mont-Áspre cuando el rey Odón I de Francia le hizo una donación. El segundo documento, data del año 994, por otra donación hecha por los condes de Barcelona, Ramón Borell y Ermessenda, cediendo la torre de Pals y la iglesia de San Pere al Obispo de Gerona. A finales del siglo X fue propiedad de la familia del caballero Gausfred Vidal. El 1065 el señorío de Pals fue devuelto a los condes de Barcelona. Entre el año 1380 y el 1482 estallan varias revueltas de campesinos llamadas Guerra de los Remensas que culminan con la guerra civil catalana contra Juan II. A raíz de este conflicto el castillo quedó muy dañado y el monarca permitió re-aprovechar sus piedras para reconstruir la iglesia de San Pere y las murallas de la villa. Sólo se conservó la torre circular, conocida actualmente como la Torre de las Horas. En el año 1501 y en tiempos del rey Fernando el Católico se organiza como municipio independiente con atribuciones de villa y poderes para imponer tributos.

## El Grau
A la actual playa de Pals, antiguamente se le llamaba El Grau, nombre que significa puerto. El paisaje de costa que contemplamos actualmente no es el mismo que en siglos anteriores. Donde ahora hay plantaciones de arroz y pinos, antes había viñas y agua. El geólogo Juan Carandell y Pericay nos dice en su libro El Bajo Ampurdan que «Torroella era un puerto en tiempos de la dominación romana, hoy está a más de 5 km del mar, desde el año 1300, el mar que rodeaba el promontorio de la Fonollera ha retrocedido casi dos kilómetros, así como los vientos del N; NNE y en han ido configurando a lo largo de la playa de Pals las dunas que hoy en día conocemos y admiramos».
Carandell también nos habla de que «por la configuración de la costa hay abundancia de sardinas y toda clase de pescado de la misma familia que agradecen dos cosas: la poca profundidad de las aguas y la abundancia de residuos orgánicos que crían una abundante vegetación submarina. Esto es lo que pasa en el Grau del Ter, vivero de riquísima pesca, con abundancia de lisas, lubinas, y toda clase de peces amantes de la mezcla de agua dulce y salada».

## Entidades de población
- Pals
- Els Arenals de Mar
- El Mas Tomasí,
- Els Masos de Pals
- Palsmar
- La Pineda de Pals
- Puig sa Guilla
- Puigvermell
- Sa Punta
- Residencial dels Masos
- El Xiulet de Pals

## Demografía
Pals cuenta con una población de 2556 habitantes (INE 2024).
| Gráfica de evolución demográfica de Pals entre 1842 y 2021                                                          |
| |
| Población de derecho según los censos de población del INE Población de hecho según los censos de población del INE |

## Enlaces externos

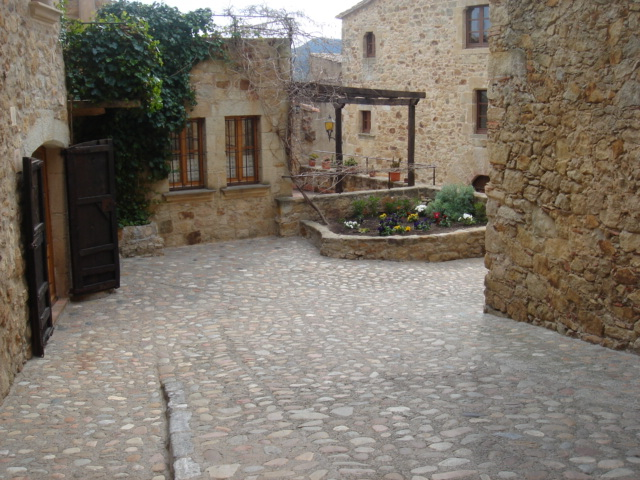
Calle de Pals